# Omar Elabdellaoui
Omar Elabdellaoui   (Oslo, 5 de desembre de 1991) és un futbolista professional noruec que juga de lateral dret i de migcampista dret al club turc Galatasaray SK. També juga amb la selecció de Noruega.
Elabdellaoui va començar la seva carrera amb l'Skeid abans de fitxar amb el Manchester City el 2008, tot i que mai no va aparèixer al club; va fer el seu debut professional mentre estava cedit al Strømsgodset. També va estar cedit un temps cedit als Països Baixos amb el Feyenoord. Després de passar mitja temporada cedit amb l'Eintracht Braunschweig el 2013, Elabdellaoui es va incorporar definitivament al conjunt alemany el maig del 2013. Va fitxar per l'Olympiacos el juny de 2014 i es va quedar al club fins que es va traslladar al club actual Galatasaray SK l'agost de 2020.
Elabdellaoui va representar Noruega a nivell internacional juvenil i va formar part de l'equip noruec al Campionat d'Europa sub-21 de la UEFA de 2013. Va debutar amb la selecció sènior l'agost de 2013.

## Trajectòria del club

### Manchester City
Després de jugar al club noruec Skeid, Elabdellaoui es va incorporar al club anglès Manchester City quan tenia 16 anys. Scott Sellars, entrenador de l'equip sub-18 del City, va declarar en una entrevista a la TV2 noruega el gener de 2010 que Elabdellaoui tenia "un gran futur". Elabdellaoui va fer un esforç impressionant a l'acadèmia i va rebre un dorsal del primer equip per a la temporada 2010-11, però es va asseure a la banqueta durant el partit de l'Europa League del City contra la Juventus el 16 de desembre de 2010.

### Strømsgodset
El 31 de març de 2011, l'últim dia de la finestra de transferència noruega, Elabdellaoui va ser cedit al Strømsgodset a Noruega fins que la pretemporada del City va començar al juliol. A Strømsgodset s'hi va retrobar amb els seus companys del City, Mohammed Abu i Razak Nuhu. Va jugar vuit partits de lliga abans de fracturar-se el peu en el partit de lliga contra el Fredrikstad el 28 de maig de 2011 i va tornar a Manchester per a una cirurgia. L'1 de setembre, va tornar a Strømsgodset on va jugar fins al final de la temporada 2011, en un total de 12 partits, marcant un gol i donant una assistència.
Strømsgodset volia Elabdellaoui per a un altre període de cessió per a la temporada 2012, però Elabdellaoui es va mostrar reticent a jugar al Marienlyst Stadion de Godset perquè estava preocupat per si la seva gespa artificial el tornés a lesionar.

### Feyenoord
El juny de 2012, Elabdellaoui va signar un contracte de dos anys amb el City i va ser cedit al club neerlandès Feyenoord per a la temporada 2012-13. El seu company d'equip al City, John Guidetti, que va ser cedit al mateix club la temporada 2011-12, van recomanar Elabdellaoui al Feyenoord i van aconsellar a Eladbellaoui que acceptés l'oferta del Feyenoord si el Manchester City el deixava anar. Guidetti va dir que Elabdellaoui s'adaptava perfectament al Feyenoord perquè era fort físicament, tècnicament ben equipat i un jugador ràpid. Segons el director tècnic del Feyenoord, Martin van Geel, Elabdellaoui havia de jugar principalment com a lateral esquerre o dret, però també jugaria com a migcampista ofensiu darrere dels davanters. També va dir que el Feyenoord volia Eladbellaoui al seu equip des de feia un parell d'anys, però no havia pogut fitxar-lo anteriorment.
Elabdellaoui va jugar cinc partits amb el Feyenoord, quatre com a suplent, fins que el gener del 2013 va sol·licitar la baixa del club. Volia jugar amb regularitat i es va adonar que les seves possibilitats al Feyenoord serien limitades, ja que competia contra el lateral dret i l'extrem dret a la selecció dels Països Baixos.

### Eintracht Braunschweig

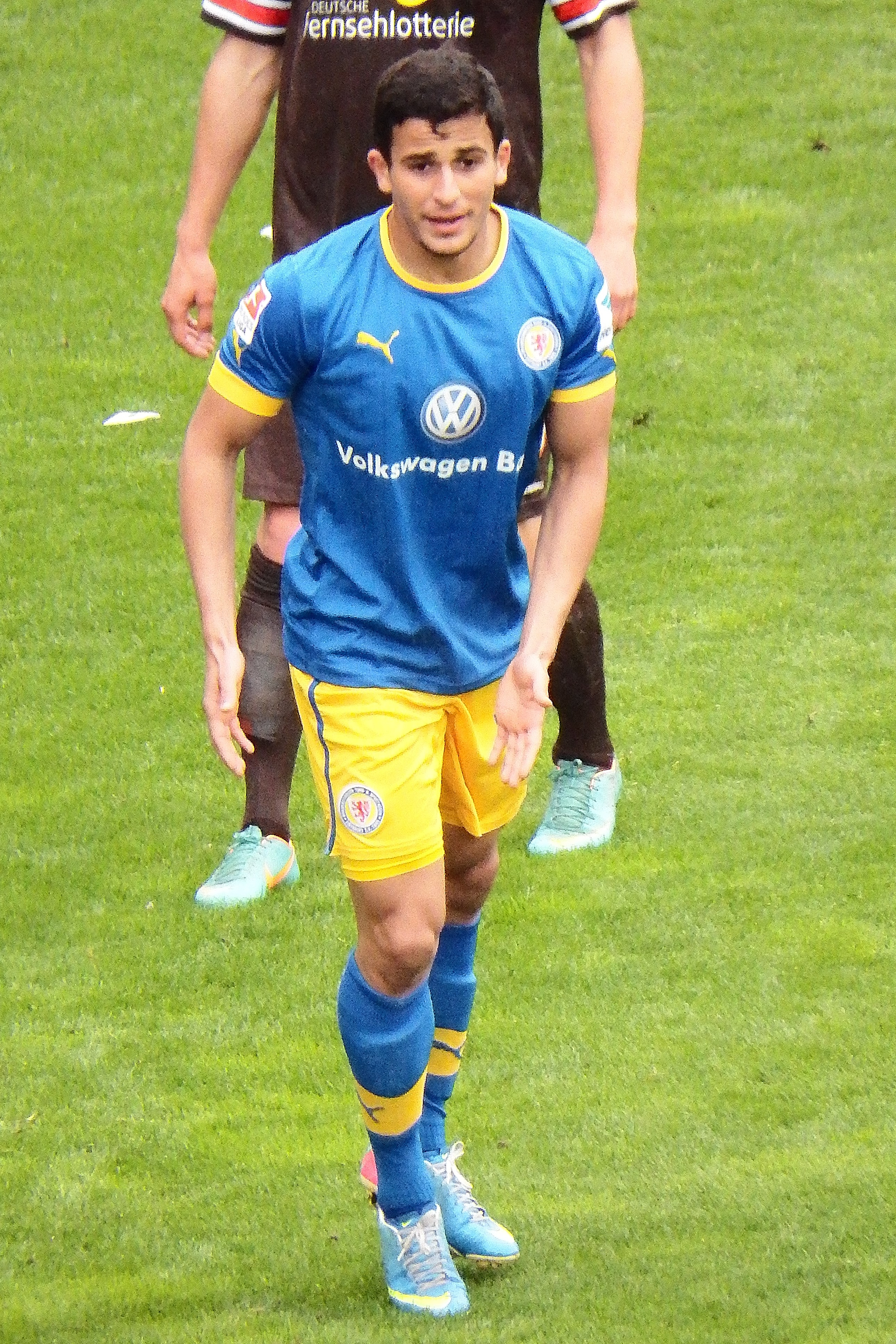
Elabdellaoui amb l'Eintracht Braunschweig el maig de 2013

El gener de 2013, Elabdellaoui va ser cedit al club alemany Eintracht Braunschweig per a la segona meitat de la temporada 2012-13 de la 2. Bundesliga. Es va convertir en un habitual des del principi i va aconseguir l'ascens a la Bundesliga amb el seu equip. El 10 de maig, el club va anunciar que l'acord de cessió s'havia fet permanent.
Després del seu ascens, va debutar a la màxima categoria contra el Werder Bremen el 10 d'agost de 2013. Va començar els tres primers partits de la temporada com a lateral dret, però es va asseure a la banqueta en el següent partit contra l'Hamburg.

### Olympiacos

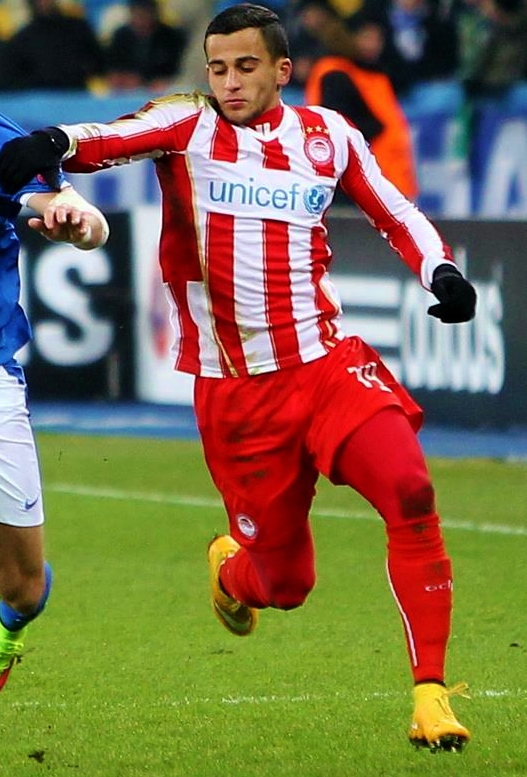
Elabdellaoui jugant amb l'Olympiacos.

El 17 de juny de 2014 se li va oferir un contracte pel club grec Olympiacos. Va fitxar pel club l'endemà, afirmant que estava molt emocionat de formar part del club.

#### Cessió al Hull City
El 20 de gener de 2017, Elabdellaoui va signar un contracte de cessió amb el Hull City, vinculant-lo amb els seus companys internacionals Markus Henriksen i Adama Diomande. Al Hull se li va donar l'opció de fer l'acord permanent al final de la temporada. Va debutar dos dies després en la derrota per 2-0 davant el Chelsea FC.

#### Retorn a l'Olympiacos
La forma d'Elabdellaoui durant la temporada 2018-19 va atraure l'interès d'altres clubs, tot i que l'Olympiacos va dir que haurien hagut d'oferir un mínim de 5 milions d'euros.
Elabdellaoui va ser nomenat capità del club per a la temporada 2019-20 i va fer 47 aparicions en totes les competicions jugant un paper important en la victòria del seu equip la Superlliga grega.
L'agost del 2020, va anunciar que deixava el club.

### Galatasaray
Després de la seva sortida de l'Olympiacos, Elabdellaoui va signar un contracte de tres anys amb el club turc Galatasaray per un valor de 4.050.000 euros de sou durant el transcurs del seu contracte.
El 31 de desembre de 2020, durant les celebracions d'Any Nou, li van esclatar a les mans uns focs d'artifici. Va ser traslladat a l'hospital per rebre tractament amb preocupació específica per les lesions als ulls.
Elabdellaoui va tornar als entrenaments el juliol del 2021, amb ulleres protectores. L'11 de febrer de 2022, segons diversos informes, i després d'una marató amb més de 10 cirurgies oculars, Elabdellaoui es prepara per tornar a jugar. Va haver d'anar als EUA, on li van reconstruir els ulls literalment i amb l'ajut de la seva germana, però també d'un donant anònim, va aconseguir continuar i completar les cirurgies requerides.

## Carrera internacional
Elabdellaoui va debutar amb Noruega quan va jugar amb la selecció sub-15 en l'empat 0-0 de Polònia sub-15 el 8 d'agost de 2006, en un partit on Stefan Johansen també va debutar a nivell internacional juvenil. Elabdellaoui va jugar un partit més amb la selecció sub-15 abans de marcar un gol en deu partits per a la sub-16. Més tard va marcar un gol en vuit partits amb l'equip sub-17, abans de fer sis partits amb l'equip sub-18 i onze amb el sub-19, on va marcar un gol.
Elabdellaoui va debutar amb la selecció de futbol sub-21 de Noruega contra Grècia sub-21 el 17 d'octubre de 2010. Va participar en gran manera a la classificació del Campionat d'Europa sub-21 de la UEFA de 2013 com a lateral dret.
Va debutar amb la selecció noruega sub-23 en un partit contra Gal·les el juny de 2012, amb Elabdellaoui com a primer golejador de la victòria per 4-0.
Elabdellaoui va ser convocat per primera vegada amb la selecció noruega per al partit amistós contra Suècia l'agost de 2013, i va debutar amb l'equip sènior quan va començar el partit i va jugar 72 minuts com a lateral dret.

## Vida personal
Elabdellaoui és d'ascendència marroquina i és cosí de Mohammed Abdellaoue i Mustafa Abdellaoue.